# Ziúzino
Ziúzino (en rus: Зюзино) és un poble de l'óblast d'Astracan, a Rússia, segons el cens del 2010 tenia 540 habitants.